# Údrnice
Údrnice település Csehországban, a Jičíni járásban. Údrnice Chyjice, Libáň, Bystřice, Jičíněves és Kopidlno településekkel határos. Lakosainak száma 328 fő (2024. január 1.).

## Népesség
A település lakosságának változását az alábbi diagram mutatja:
| Lakosok száma | 982  | 1079 | 952  | 581  | 357  | 276  | 280  | 288  | 313  | 328  |
|               | 1869 | 1890 | 1921 | 1950 | 1980 | 2001 | 2017 | 2019 | 2022 | 2024 |